# Théophile Pujès
Théophile Pujès (* 4. November 1863 in Saint-Gaudens; † 22. November 1941 in Marseille) war ein französischer Politiker. Er war von 1930 bis 1939 Mitglied des Senats.
Pujès studierte an der École des ponts et chaussées in Paris und arbeitete als Ingenieur. Daher wurde er Chefarchitekt des Départements Bouches-du-Rhône. Bei den Senatswahlen 1912 konnte er sich in der dritten Runde gegen Frédéric Mascle durchsetzen, das Ergebnis wurde jedoch annulliert. 1930 zog er in den Senat ein, nachdem er Siméon Flaissières geschlagen hatte. Bei den folgenden Wahlen Ende 1938 wurde er nicht wiedergewählt. Er zog sich aus der Politik zurück und starb 1941. Pujès war Träger des Ordre du Mérite agricole.